# Cai Huijue
Pour les articles homonymes, voir Cai.
Dans ce nom chinois, le nom de famille, Cai, précède le nom personnel.
Cai Huijue (chinois : 蔡蕙玨), née le 4 janvier 1980 à Shanghai, est une ancienne nageuse chinoise spécialiste du papillon. Elle est médaillée de bronze en relais aux Jeux de 1996.

## Carrière
Lors des Jeux olympiques d'été de 1996, Cai Huijue atteint la finale du 100 m papillon et termine 7e de celle-ci. Quelques jours plus tard, elle remporte la médaille de bronze du 4 x 100 m 4 nages avec ses compatriotes Chen Yan, Han Xue et Shan Ying.

## Palmarès

### Jeux olympiques
- Jeux olympiques d'été de 1996 à Atlanta ( États-Unis) :
  -  médaille de bronze du 4 x 100 m 4 nages

### Championnats du monde en petit bassin
- Championnats du monde en petit bassin 1997 à Göteborg ( Suède) :
  -  médaille d'or du 4 x 100 m 4 nages
  -  médaille d'argent du 100 m papillon

### Championnats pan-pacifiques
- Championnats pan-pacifiques 1997 à Fukuoka ( Japon) :
  -  médaille de bronze du 100 m papillon